# Herman Daly
Herman Edward Daly (Houston (Texas), 21 juli 1938 – Richmond (Virginia), 28 oktober 2022) was een Amerikaans ecologisch-econoom en hoogleraar aan de Universiteit van Maryland, College Park.
Daly was medeoprichter van het wetenschappelijk tijdschrift Ecological Economics. Hij was ook hoofdeconoom van de afdeling milieu van de Wereldbank, waar hij beleidsrichtlijnen in verband met duurzame ontwikkeling hielp op te stellen. Zijn werk als econoom wordt sterk geassocieerd met theorieën over een stationaire economie en oneconomische groei. In 1989 ontwikkelde hij met John B. Cobb de index voor duurzame economische welvaart (ISEW), een duurzaam alternatief voor bruto binnenlands product (BBP).
Hij kreeg in 1996 de Dr. A.H. Heinekenprijs voor de Milieuwetenschappen en de Right Livelihood Award. Daly was lid van de Club van Rome.
Daly overleed op 84-jarige leeftijd in een ziekenhuis in Richmond.